# Banca Masaveu
La Banca Masaveu va ser una institució financera asturiana fundada en 1870 per Pere Masaveu Rovira, emigrant català nascut a Castellar del Vallès i establert a Astúries. Es va registrar com a banc amb la denominació «Masaveu y Cia» i amb seu a Oviedo. Aquesta societat era hereva d'un negoci prestador que la família Masaveu realitzava des de dècades abans i, des de 1870, sota la denominació de «Pedro Masaveu y Cia».
En 1975, sent president Pedro Masaveu Peterson, besnet de Pere Masaveu Rovira, es va transformar en la societat anònima Banca Masaveu. En 1982 l'entitat va ser adquirida per Rumasa i, després de la seva expropiació en 1983, la Banca Masaveu va ser adjudicada en 1985 al banc Herrero que ho va dedicar a banca de negocis sota la denominació de «Banco de Inversión Herrero» (Invherbanc). En 1990 es va traspassar al grup assegurador Mapfre i es va convertir en el Banc Mapfre, amb seu primer a Oviedo i després a Madrid. En el 2002 es va cedir una participació a Caja Madrid que va passar a denominar a l'entitat com a «Banco de Servicios Financieros» (BSF) i en 2010 va prendre el nom de «Banco de Servicios Financieros Caja Madrid-Mapfre».
La seu del banc a Oviedo estava situada al carrer Cimadevilla, a l'edifici clasicista construït per Javier Aguirre en 1882. Amb base en aquesta casa de banca, va sorgir la primera fàbrica de ciment d'Espanya fundada en per Elías Masaveu Ribell en 1898 sota el nom de Societat Anònima Tudela Veguín.